# Метрополија
Метрополија (грч. mētrópolis; од mētēr — мајка и polis — град) црквена је област унутар Римокатоличке цркве којом управља метрополит.
У Православној цркви постоји митрополија.
Једна метрополија обухвата надбискупију с њом подређеним бискупијама. Нпр. Хрватска је подијељена на четири метрополије: Ријечку, Сплитско-макарску, Загребачку и Ђаковачко-осјечку.